# Sallaumines
Sallaumines là một xã trong vùng Hauts-de-France, thuộc tỉnh Pas-de-Calais, quận Lens, tổng Lens-Est. Tọa độ địa lý của xã là 50° 25' vĩ độ bắc, 2° 51' kinh độ đông. Sallaumines nằm trên độ cao trung bình là 43 mét trên mực nước biển, có điểm thấp nhất là 27 mét và điểm cao nhất là 54 mét. Xã có diện tích 3,82 km², dân số vào thời điểm 1999 là 10.677 người; mật độ dân số là 2795 người/km².

## Thông tin nhân khẩu
| 1962   | 1968   | 1975   | 1982   | 1990   | 1999   |
| ------ | ------ | ------ | ------ | ------ | ------ |
| 14 201 | 14 768 | 12 971 | 12 081 | 11 036 | 10 677 |